# Christoph Nichelmann
Christoph Nichelmann (ur. 13 sierpnia 1717 w Treuenbrietzen, zm. 20 lipca 1762 w Berlinie) – niemiecki kompozytor i klawesynista.

## Życiorys

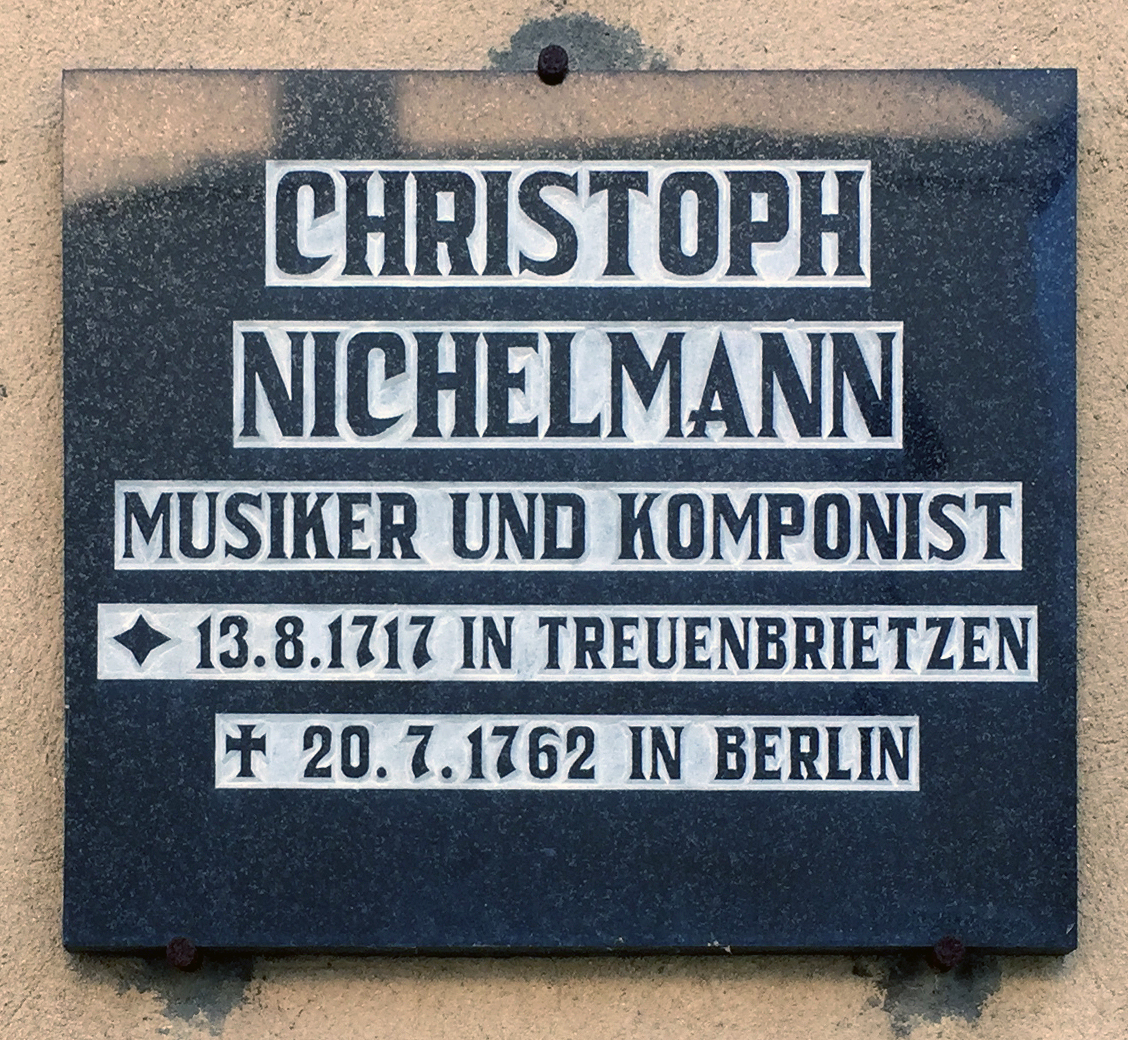
Tablica pamiątkowa w Treuenbrietzen

Od 1730 do 1733 roku był uczniem Johanna Sebastiana Bacha w szkole św. Tomasza w Lipsku. Uczył się też kompozycji i gry na klawesynie u Wilhelma Friedemanna Bacha. W latach 1733–1738 przebywał w Hamburgu, gdzie uczył się u Reinharda Keisera, Georga Philippa Telemanna i Johanna Matthesona. W 1739 roku wyjechał do Berlina, gdzie pobierał lekcje u Johanna Joachima Quantza i Carla Heinricha Grauna. Od 1745 do 1756 roku był drugim obok C.P.E. Bacha klawesynistą w kapeli nadwornej króla Fryderyka Wielkiego.
Skomponował 3 sinfonie, uwerturę orkiestrową, koncert na skrzypce i smyczki, 16 koncertów na klawesyn i smyczki, serenatę Il sogno di Scipione, requiem, kantatę Zeffirretti, 22 pieśni, a także szereg utworów na instrumenty klawiszowe. Był też autorem traktatu Die Melodie nach ihrem Wesen sowohl als nach ihren Eigenschaften (wyd. Gdańsk 1755). Jego twórczość reprezentuje Empfindsamer Stil. Dużą popularnością cieszyły się jego utwory klawesynowe, wymagające zaawansowania technicznego.